# Weinsberg
Weinsberg er en by i den nordøstlige del af den tyske delstat Baden-Württemberg med et areal på 22,22 km² og en befolkning på 11.585 indbyggere (2007).